# Kačjinský konflikt
Kačjinský konflikt je jedním z konfliktů, které dohromady tvoří občanskou válku v Myanmaru. Boje mezi Kačjinskou osvobozeneckou armádou a ozbrojenými sílami Myanmaru byly obnoveny v roce 2011 poté co zkolabovalo 17leté příměří. Obnovený konflikt si vyžádal tisíce mrtvých a kolem 100 000 civilistů bylo nuceno před konfliktem uprchnout.

## První část konfliktu
Kačjinské hnutí za nezávislost se zformovalo během britské koloniální vlády ve 40. letech 20. století. Cílem hnutí bylo zajistit reprezentaci menšinových Kačjinů ve většinově barmánské zemi. Konflikt v Kačjinském státě vypukl po vyhlášení barmské nezávislosti na Spojeném království. Kačjinské síly, které předtím tvořily velkou část Barmské armády se, po jednostranném zrušení federálního uspořádaní země režimem prezidenta Ne Wina v roce 1962, stáhly na sever Barmy, kde zformovaly Kačjinskou osvobozeneckou armádou. Kromě velkých měst a železničních tratí, bylo území Kačjinského státu de-facto nezávislé od poloviny 60. let do roku 1994 s ekonomikou založenou na pašování jadeitu a opia do sousední Číny. V roce 1994 barmská armáda obsadila jadeitové doly a donutila tak Kačjinskou osvobozeneckou armádou k podepsání příměří s barmskou vládou.

## Druhá část konfliktu
V červnu 2011 barmská armáda obnovila ofenzivu proti silám Kačjinské osvobozenecké armády. V lednu 2015 zahájila barmská armáda další ofenzivu proti silám Kačjinské osvobozenecké armády, před níž uprchlo nejméně 2 000 lidí.